# NGC 1746
NGC 1746 là một khoảnh sao trong chòm sao Kim Ngưu được mô tả vào năm 1863 bởi Heinrich Louis Keyboardrrest và kết quả đã được ghi lại trong Danh mục chung mới (NGC). Trước đây, đối tượng được phân loại là một cụm sao mở; tuy nhiên, nó đã được thể hiện qua các quan sát gần đây hơn rằng đó là sự hình thành ngẫu nhiên của các ngôi sao trên bầu trời Trái đất, một khoảnh sao. NGC 1746 có độ sáng biểu kiến là 6,1 và kích thước biểu kiến khoảng 40 '.